# Igor Orlow
Igor Orlow, ursprünglicher Name Alexander Kopazky, (* 1923; † 1982) war ein sowjetischer Doppelagent, der 1961 durch Anatoli Golizyn enttarnt wurde. Seine sowjetischen Decknamen waren Erwin, Herbert und Richard.
Orlow wurde 1941 nach Beginn des Deutsch-Sowjetischen Krieges in eine sowjetische Ausbildungsschule für Agenten des NKWD eingezogen. Im Oktober 1943 wurde er nach einem Fallschirmsprung über dem besetzten Kresy von der deutschen Wehrmacht festgenommen und geriet in Kriegsgefangenschaft. Ab 1944 wurde er als Agent der deutschen Generalstabsabteilung für Feindaufklärung, Fremde Heere Ost, gegen die Rote Armee eingesetzt und gehörte unter dem Namen Alexander (Sascha) Kopazky der Wlassow-Armee an. 1945 geriet er in amerikanische Kriegsgefangenschaft, in welcher er mit der Organisation Gehlen in Kontakt kam.
Später heiratete er Eleonore Stirner, die Tochter eines früheren SS-Angehörigen.
Wegen erfundener Berichte schaltete ihn die Organisation Gehlen 1948 als Agent ab, wurde jedoch vom amerikanischen Geheimdienst CIA zur weiteren Verwendung übernommen.
Ab 1949 rekrutierte ihn der KGB als einen seiner wichtigsten Doppelagenten. Die CIA entsandte ihn 1951 unter dem Namen Franz Koischwitz nach Groß-Berlin. Auch hier wurde er Ende 1951 offiziell als Agent abgeschaltet, aber trotzdem weiterbeschäftigt. Am 7. November 1951 entführte er im Auftrag des KGB den estnischen CIA-Agenten Wladimir Kiwi von West-Berlin nach Ost-Berlin. 1954 änderte er aus Tarnungsgründen mit Hilfe der CIA seinen Namen in Igor Orlow. Ab 1957 absolvierte er in den USA eine Agentenausbildung und wurde ab 1958 wieder in Europa eingesetzt. 1960 wurde er in die USA zurück versetzt.
Infolge des Übertritts des ehemaligen KGB-Spitzenagenten Anatoli Golizyn und dessen Aussagen ermittelte das FBI gegen ihn. Nach einer Wohnungsdurchsuchung 1965 flüchtete er für kurze Zeit in das sowjetische Konsulat. Da seine Ehefrau aber eine Flucht in die Sowjetunion ablehnte, verließ er dieses wieder und blieb in den USA. 
Bis zu seinem Tod 1982 lebte er dort unbehelligt und war Eigentümer einer Galerie.